# Asklanda kyrka
Asklanda kyrka är en kyrkobyggnad belägen i byn Asklanda i Vårgårda kommun. Den tillhör Asklanda församling i Skara stift och Svenska kyrkan.

## Kyrkobyggnaden
Kyrkan är byggd av kvaderhuggen sandsten och anses vara uppförd under senare delen av 1100-talet, sannolikt av en lokal storman med ambitioner. Kyrktornet uppfördes i samband med restaureringen 1897–1898, som leddes av arkitekt Adrian C. Peterson. Dess byggnadsmaterial är kvaderhuggen röd granit, som brutits i bygden. 
Kyrkan består av ett långhus med ett smalare rakt kor i öster och torn i väster. Öster om koret finns en halvrund absid där sakristian är inrymd. Långhus och kor har branta sadeltak belagda med enkupigt lertegel. Absidtaket är täckt av svart, falsad plåt. Tornet har ett pyramidformat tak belagt med falsad kopparplåt. Långhusets nordvägg är idag alltjämt fönsterlöst på medeltida vis, vilket är ovanligt. Annars har interiören förändrats vid flera tillfällen.

## Inventarier
- Dopfunt av sandsten tillverkad omkring år 1200 i två delar med höjden 78 cm. Cuppan är cylindrisk med buktande undersida. Upptill och nedtill bandornament. Foten är rund och koniskt avslutad upptill med en kraftig repstavsformad vulst. Centralt genomgående uttömningshål. Väl bibehållen.[1]
- Tillhörande dopfat i mässing är tillverkat i Magdeburg 1688 och är troligen ett krigsbyte från Tyskland. Dopfatets inskription lyder: "Ät och drick i Herrens namn" översatt till svenska.
- Altaruppsatsen i barockstil är från 1715 och utförd av Michael Schmidt. Tavlan i mitten föreställer Kristus på korset och kantas av Moses, Aron samt ett akantuslövverk.
- Predikstolen i renässansstil är från andra hälften av 1600-talet, men ersattes 1898 av en ny och mer stilenlig. År 1941 återbördades dock den gamla predikstolen.

### Klocka
I tornet hänger kyrkans enda klocka.  Den är av en senmedeltida normaltyp och saknar inskriptioner.

## Orgel
Orgeln, tillverkad av Tostareds Kyrkorgelfabrik 1960, ersatte ett tidigare harmonium. Den är placerad på läktaren i väster och har sex stämmor fördelade på manual och pedal. Fasaden är ljudande.
| Manual (C-g3) | Pedal (C-d1) | Koppel  |
| ------------- | ------------ | ------- |
| Gedakt 8'     | Subbas 16'   | Man/Ped |
| Principal 4'  |              |         |
| Ged. flöjt 4' |              |         |
| Gemshorn 2'   |              |         |
| Mixtur 2 chor |              |         |

## Historiska exteriörbilder

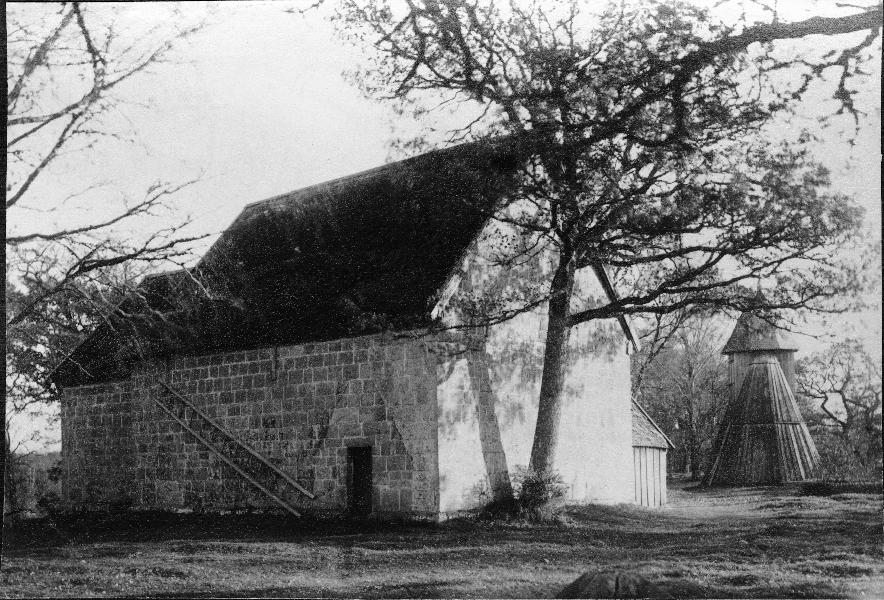
Exteriör år 1861.
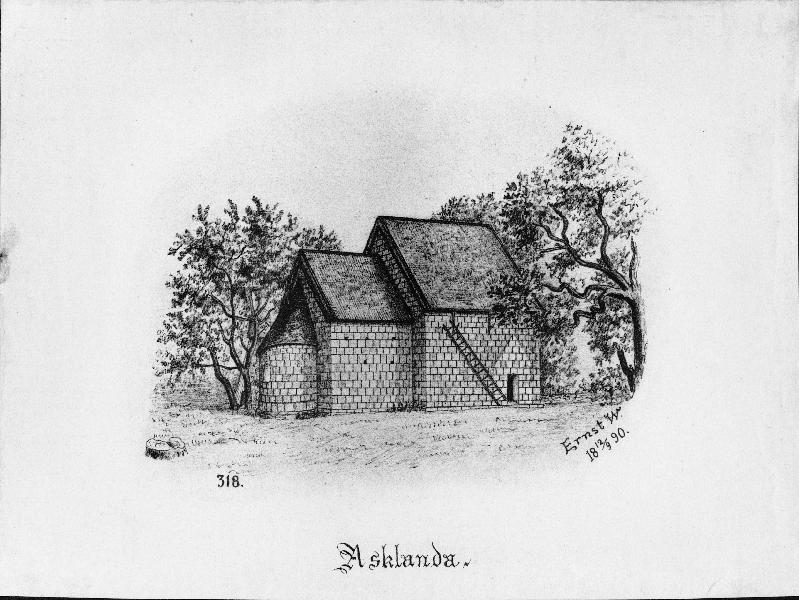
Kyrkan på teckning från 1890.
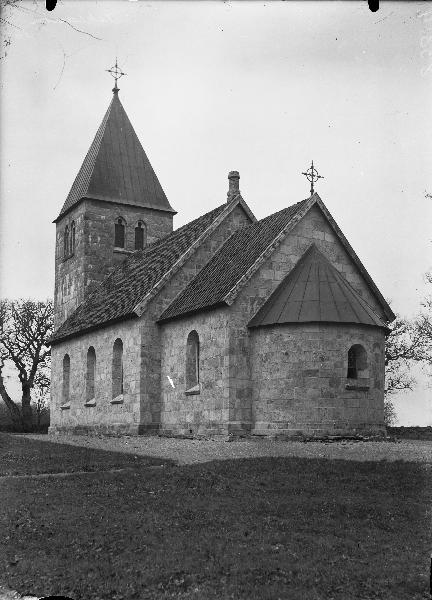
Exteriör år 1916.
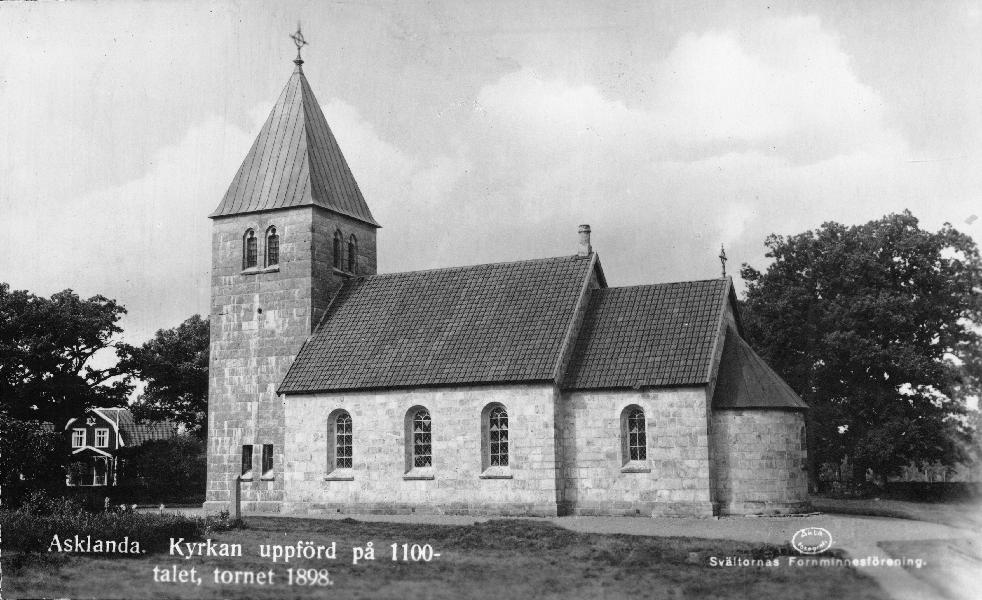
Exteriör på vykort.

## Interiörbilder

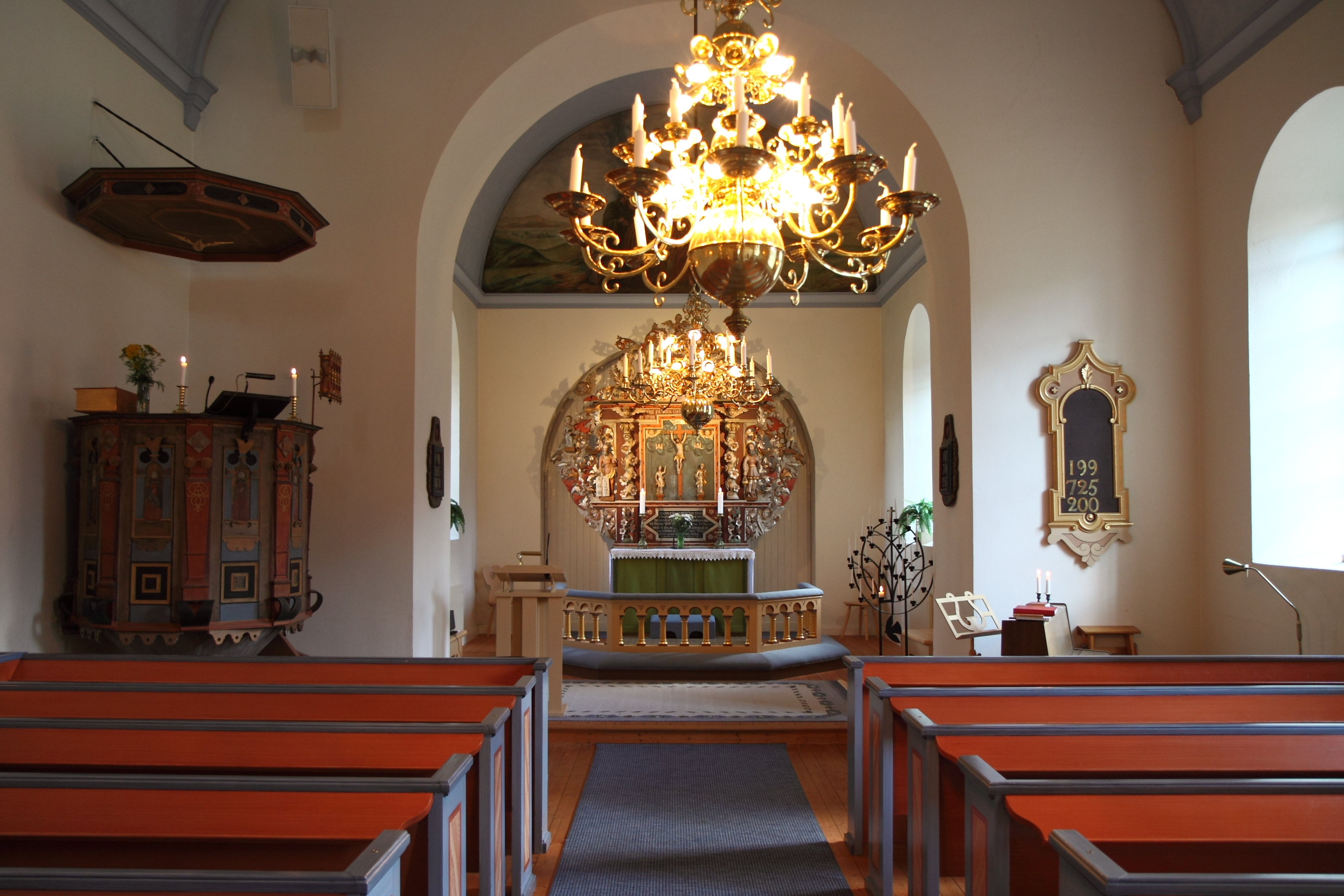
Interiör mot koret.
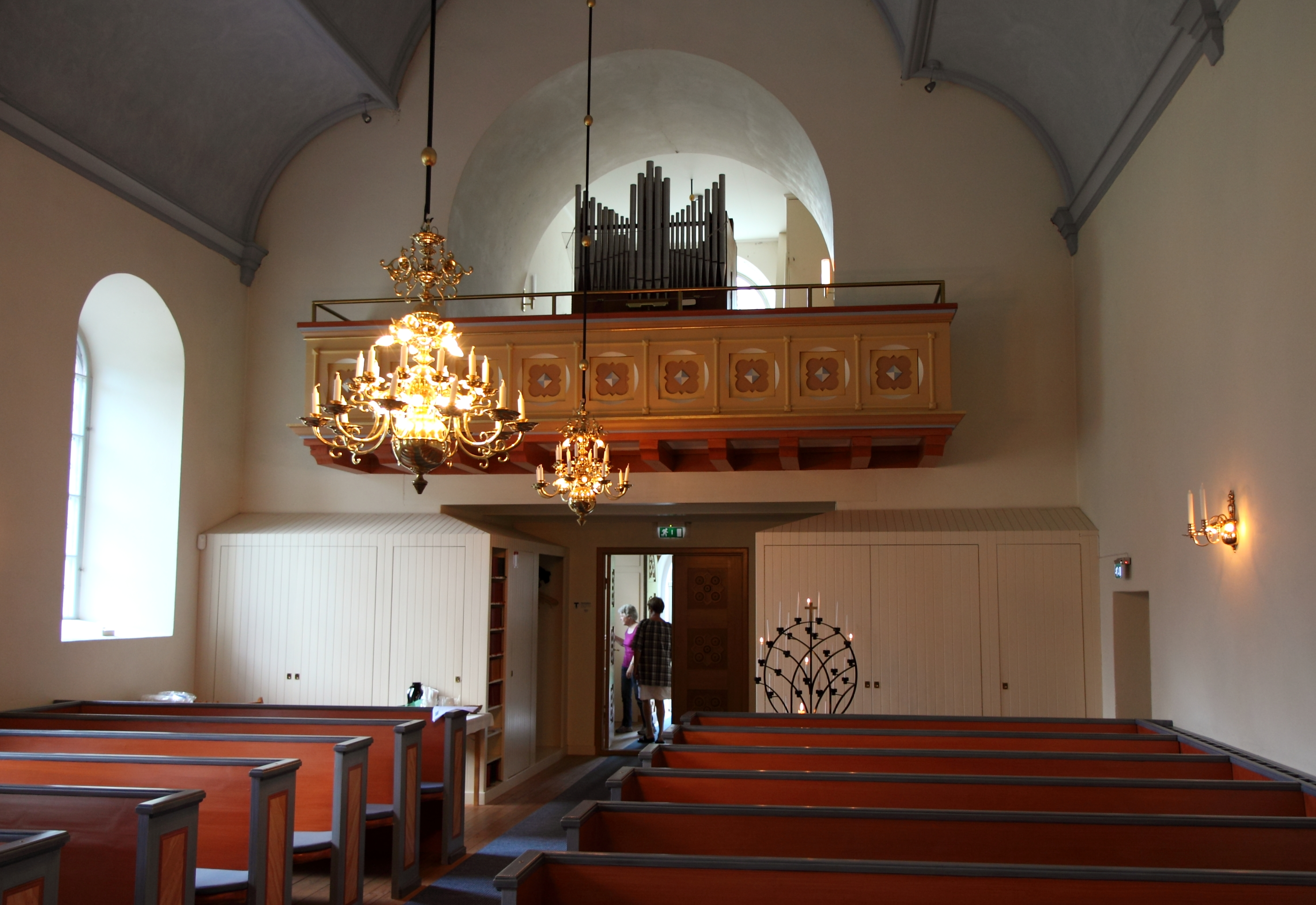
Interiör mot orgelläktaren.
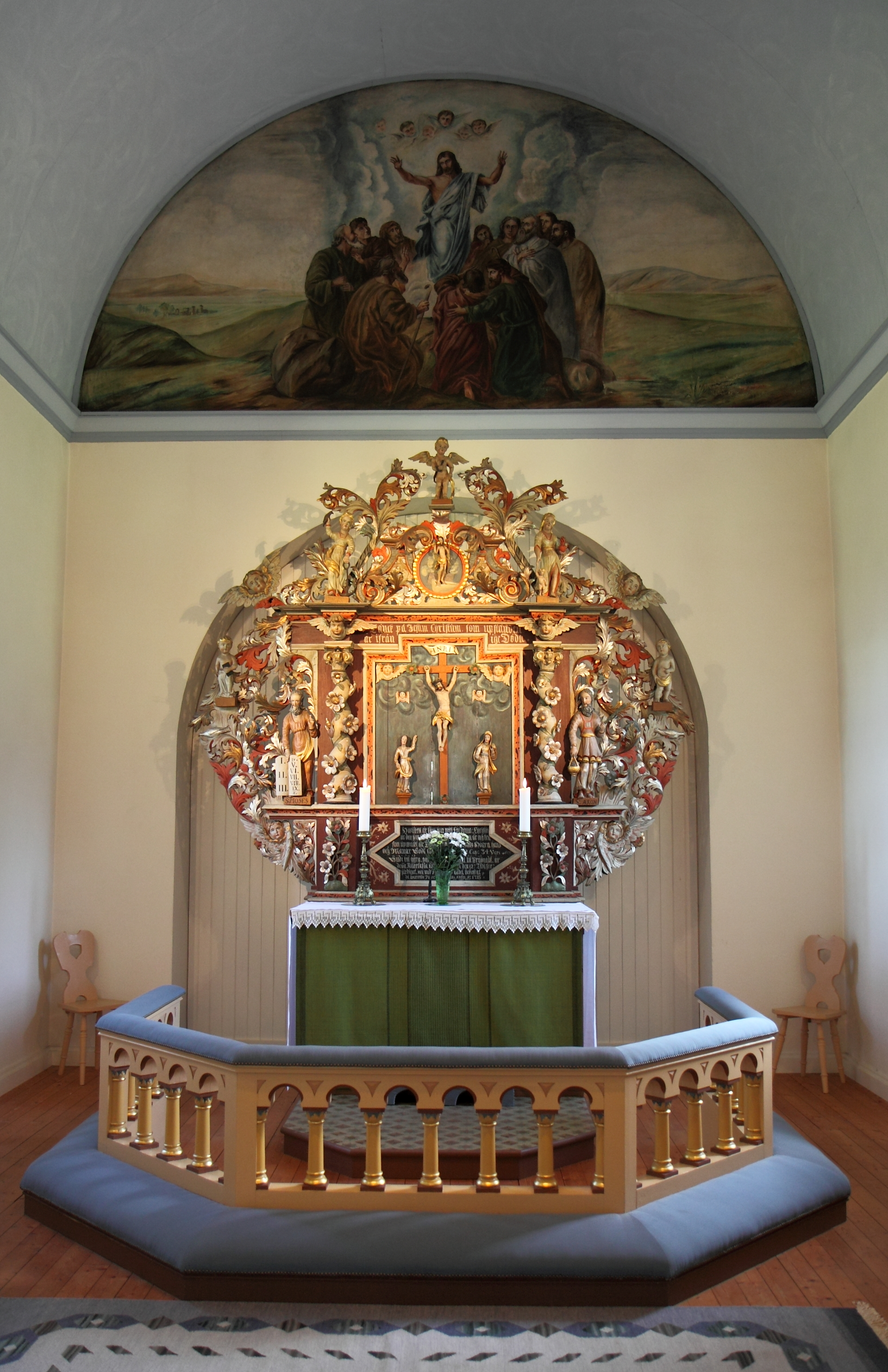
Koret.
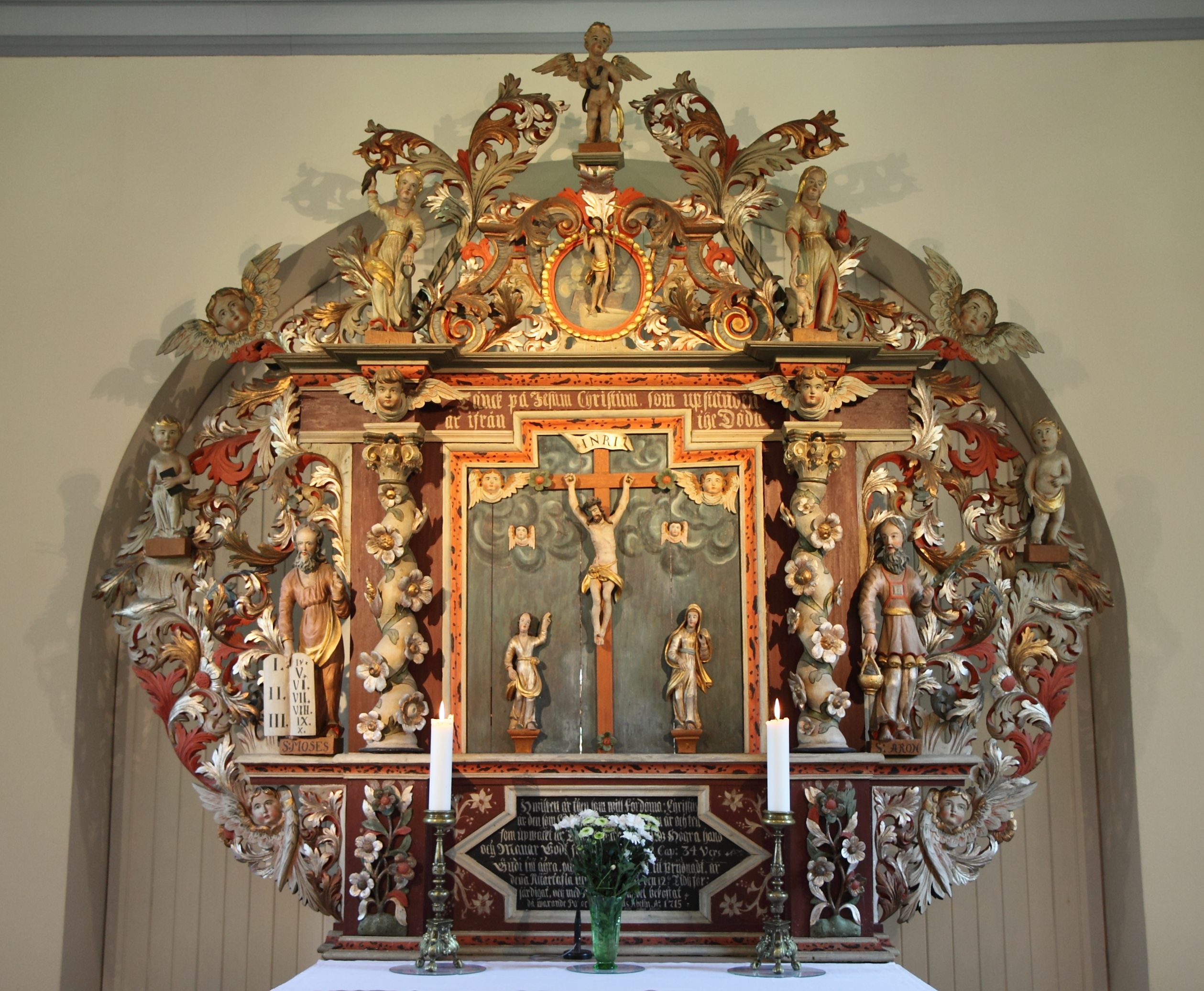
Altaruppsats.
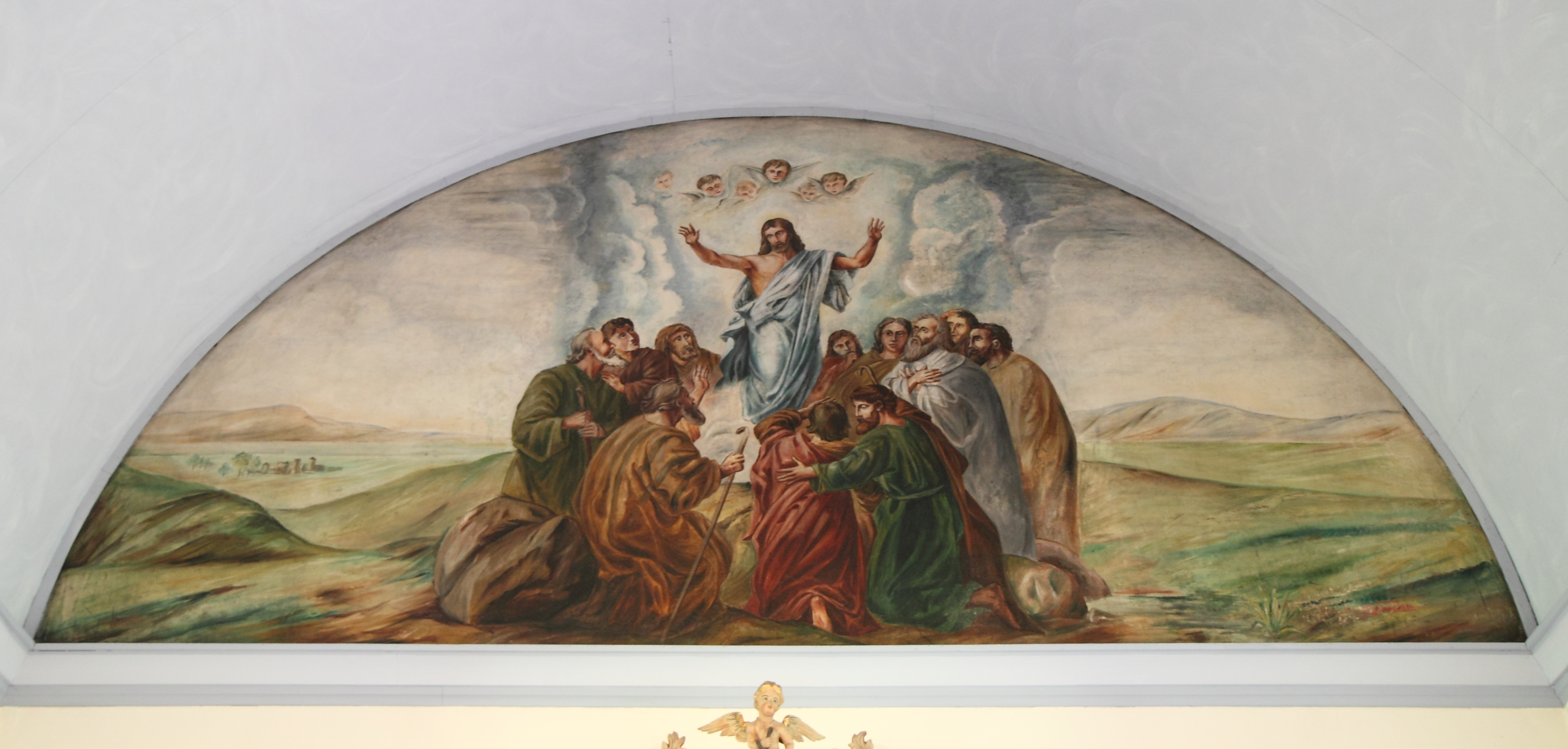
Väggmålning i koret.
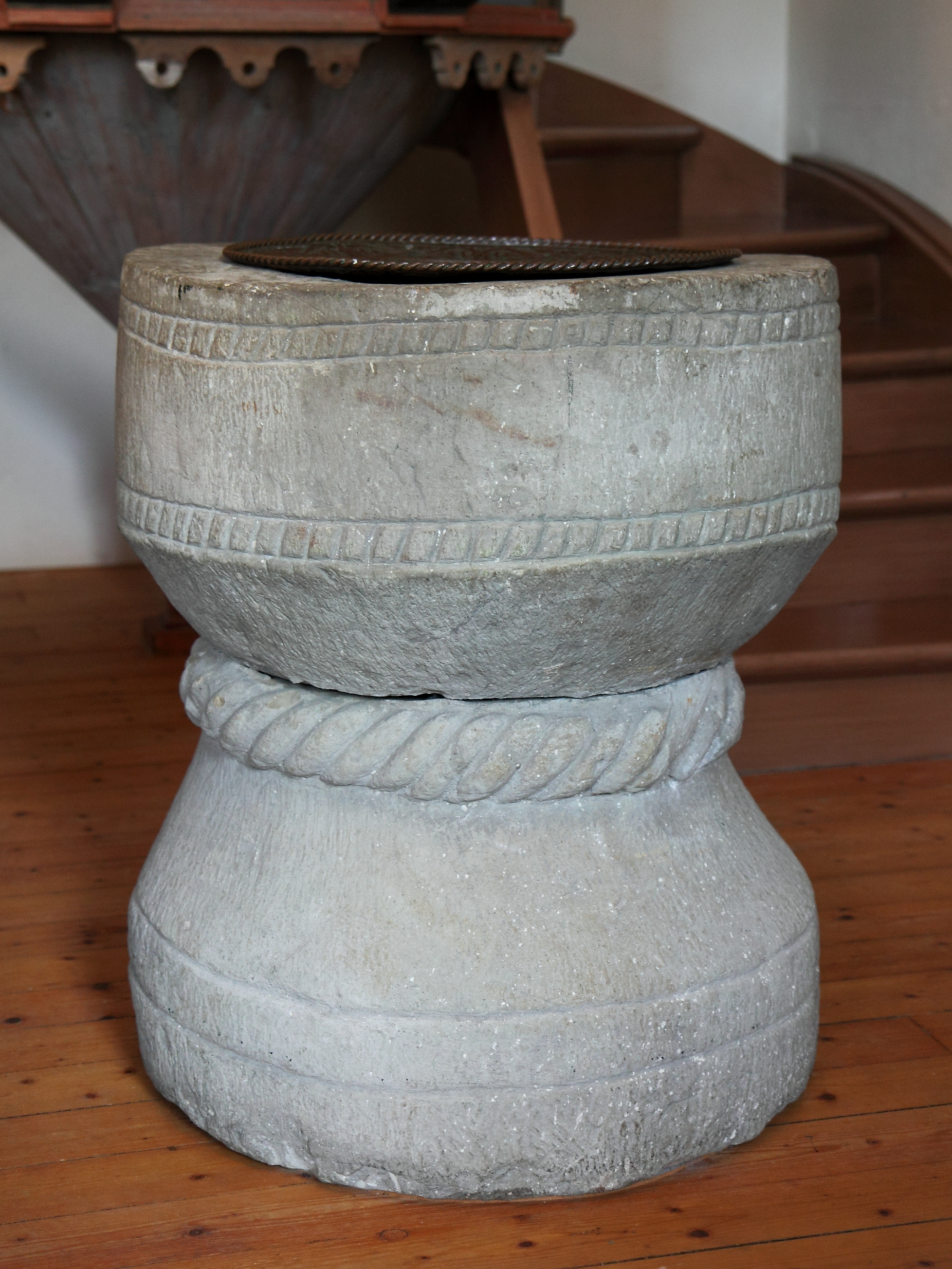
Dopfunt.
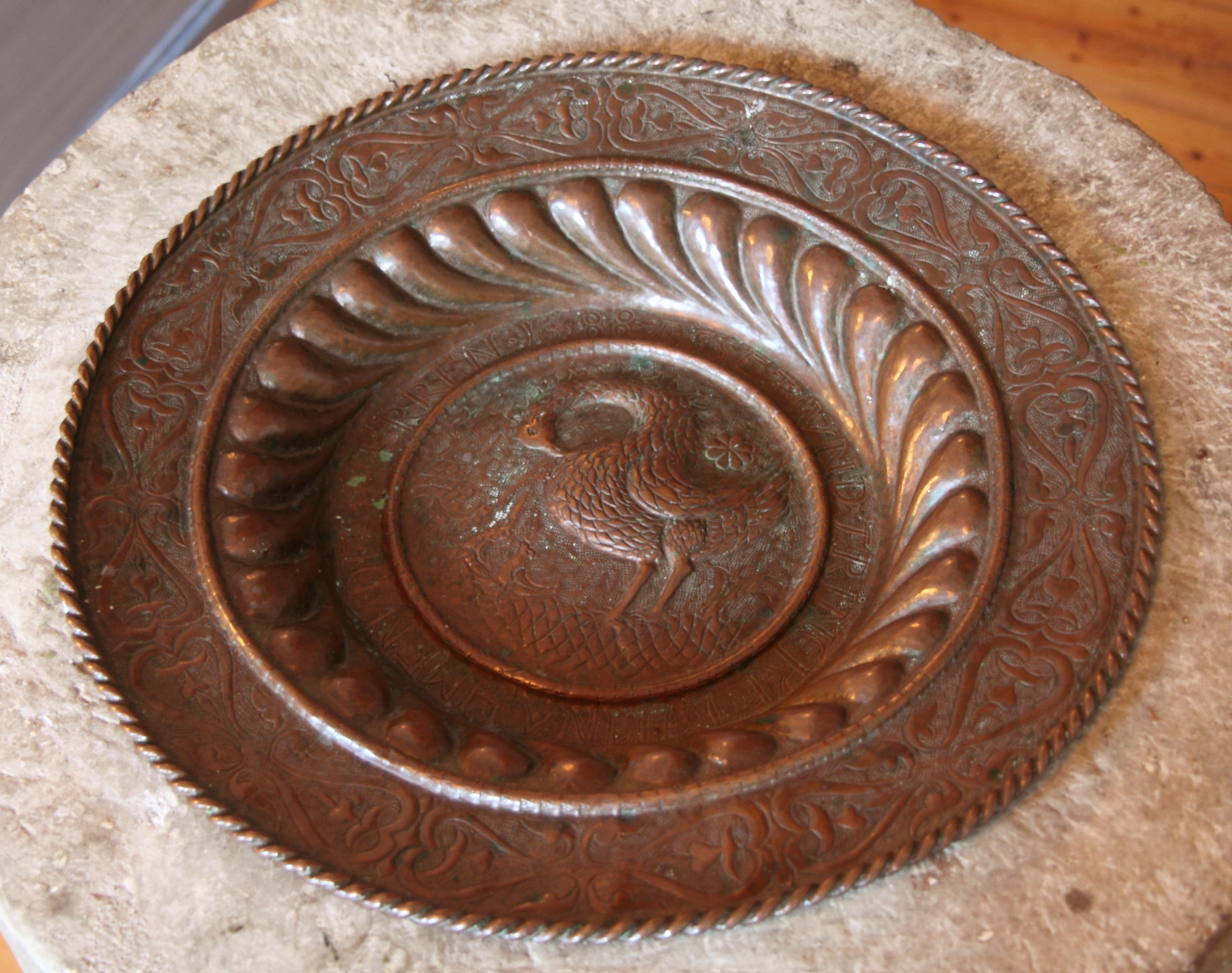
Dopfat.
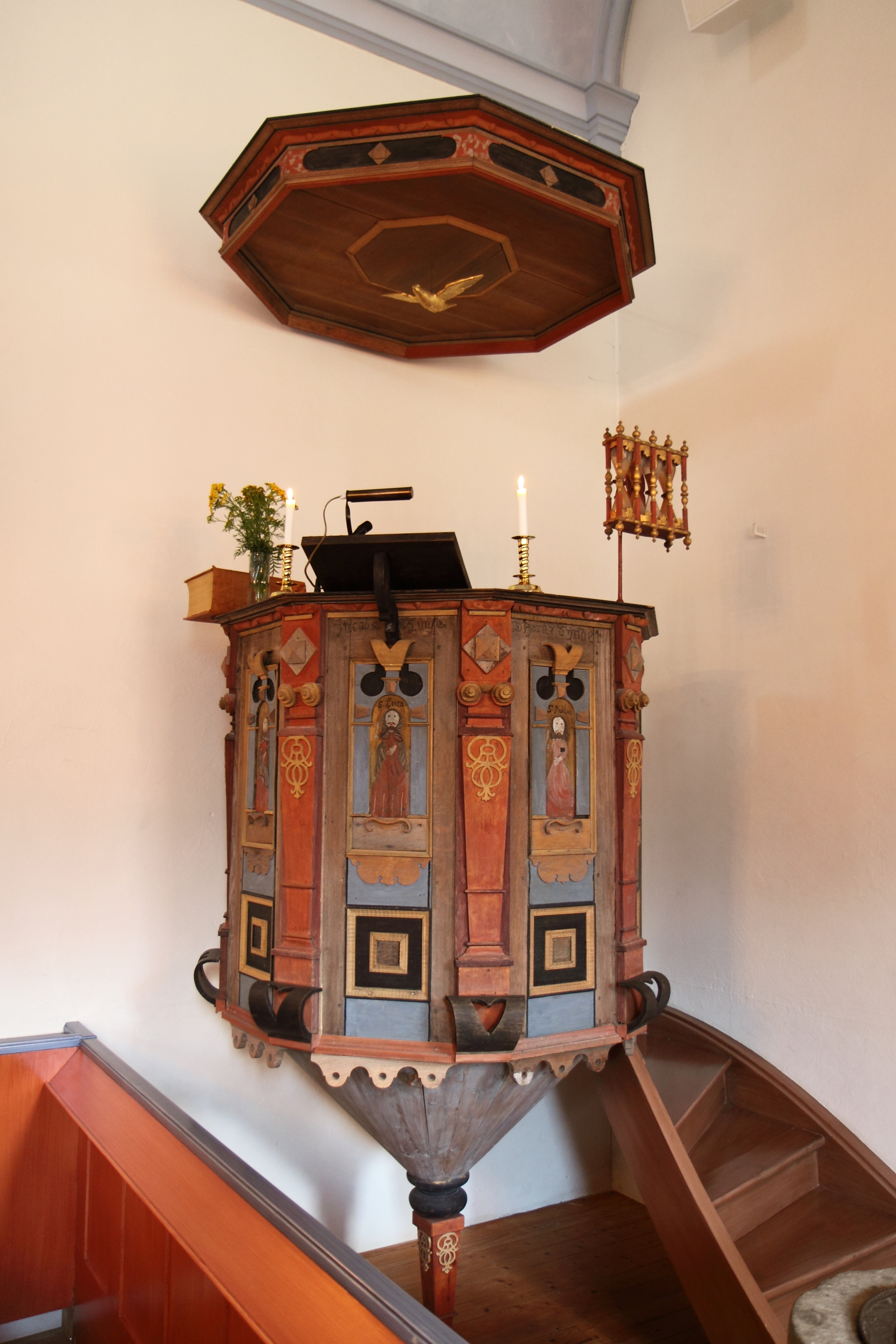
Predikstolen.
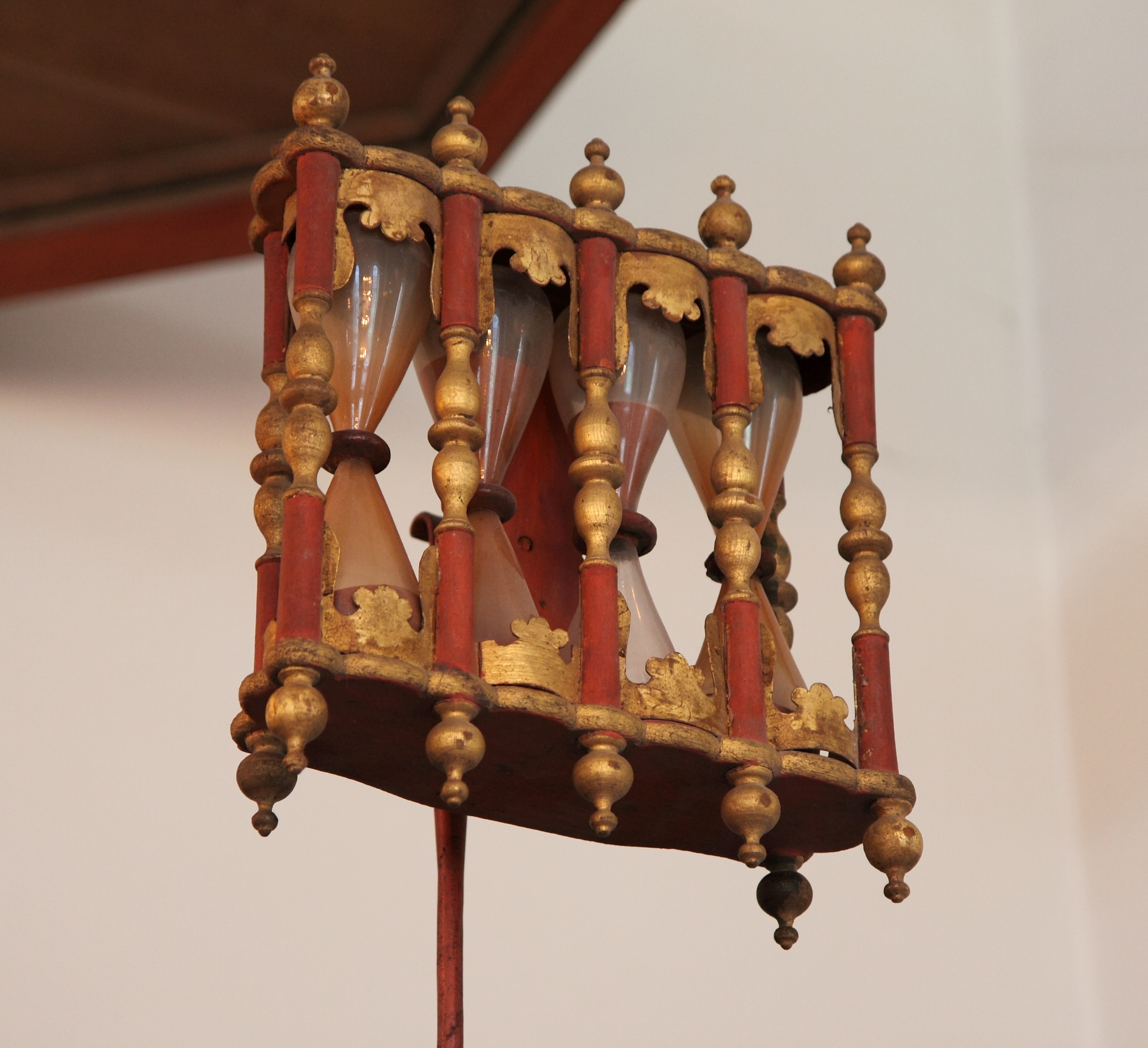
Timglas.
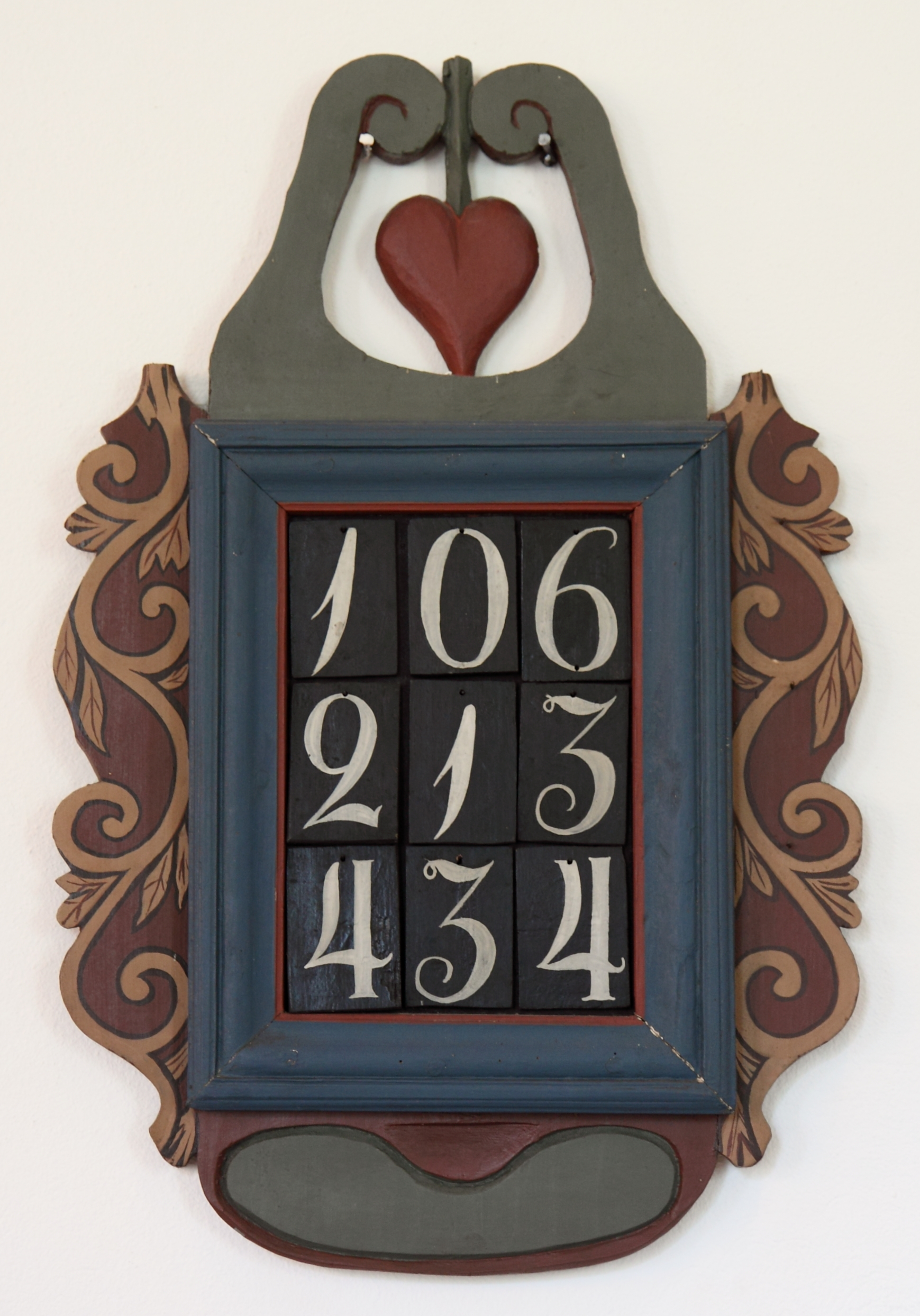
Nummertavla.
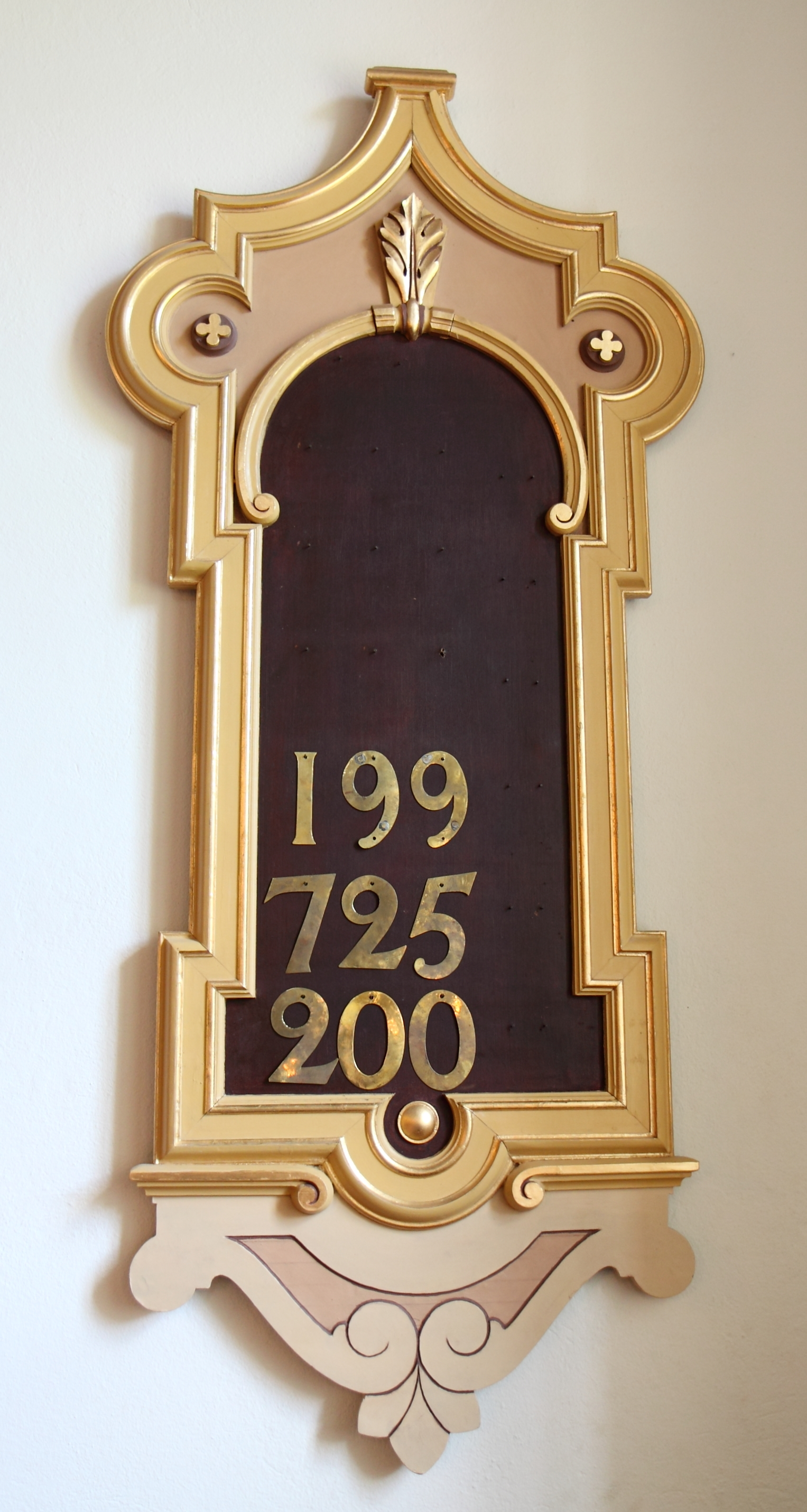
Nummertavla.